# Madrassa Bou Inania (Meknes)
De Madrassa Bou Inania (Arabisch: المدرسة البوعنانية - Al-madrasa Al-abū `inānīya) is een religieuze school uit de veertiende eeuw in Meknes, Marokko. Deze madrassa, die midden in de medina is gelegen, geldt als een hoogtepunt in de bouwkunst van de Meriniden.

## Geschiedenis
De Madrassa Bou Inania werd gesticht door de Merinidensultan Abu al-Hasan (ca. 1297 – 1351) en voltooid door zijn zoon en opvolger Abu Inan Faris (1329 - 1358), naar wie de school vernoemd is. De Meriniden hebben opvallend veel madrassa's gesticht. Zo bevindt zich in de stad Fez een madrassa met dezelfde naam. Op deze scholen hielden de studenten zich niet enkel bezig met Koranstudie, maar ook met de bestudering van het islamitisch recht (fiqh). Hoge ambtenaren genoten hier vaak hun opleiding. De Madrassa Bou Inania bood onderdak aan zo'n 100 studenten die hier aten, sliepen, baden en studeerden.

## Architectuur
De madrassa volgt de typische opbouw van deze scholen met een binnenhof waaromheen zich op de eerste verdieping de kamertjes van de studenten bevinden. De muren van de binnenhof zijn volledig versierd met van onder naar boven zelliges, gesneden stucwerk en snijwerk van cederhout. In het midden bevindt zich een rozetvormig bekken voor de rituele reiniging (midha) dat uit een enkel marmerblok gehouwen is. Aan de zuidzijde van de binnenhof voert een portaal met lambrekijnbogen en muqarnasdecoratie naar de gebedszaal, die met prachtig stucwerk versierd is.

## Afbeeldingen

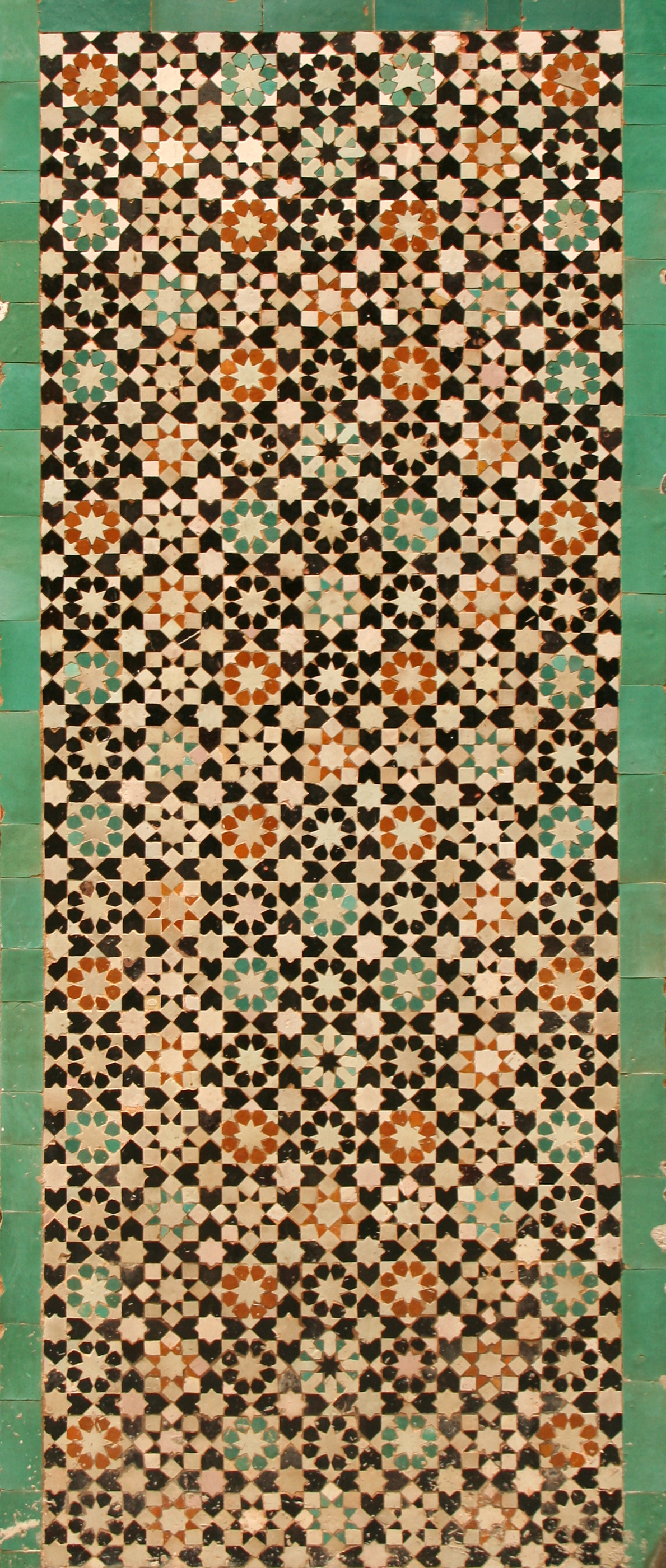
zelliges in de binnenhof
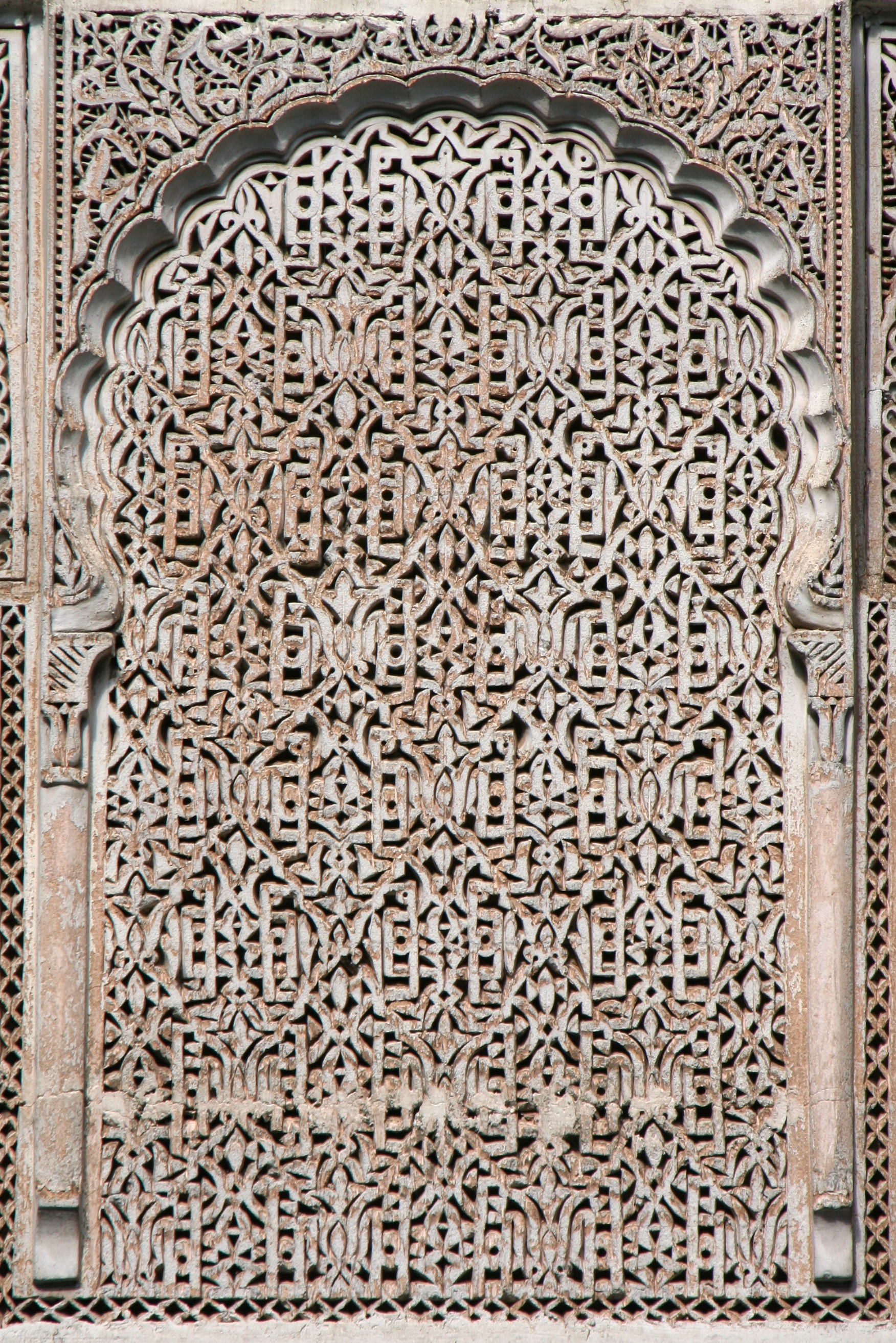
stucwerk in de binnenhof
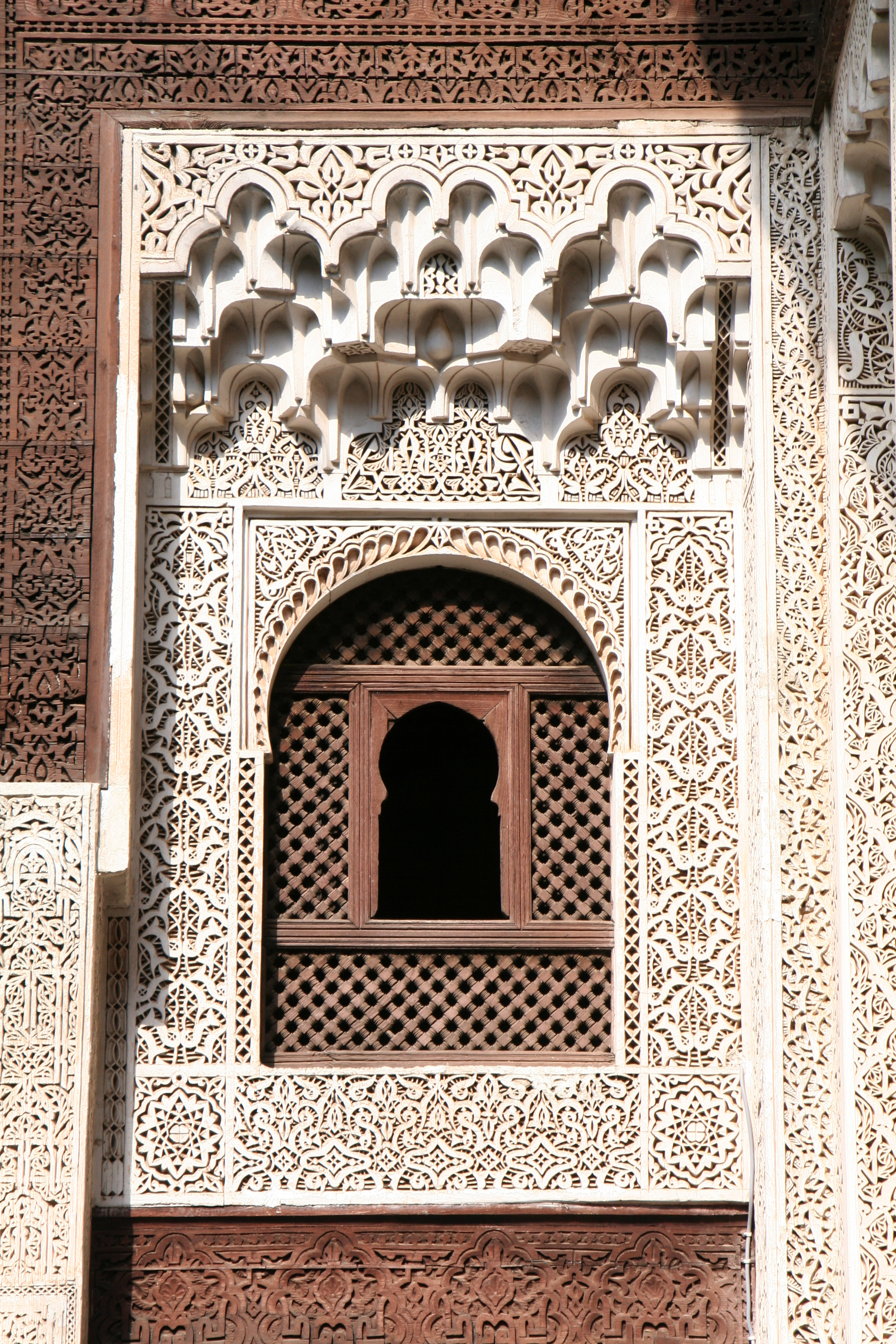
versierd venster
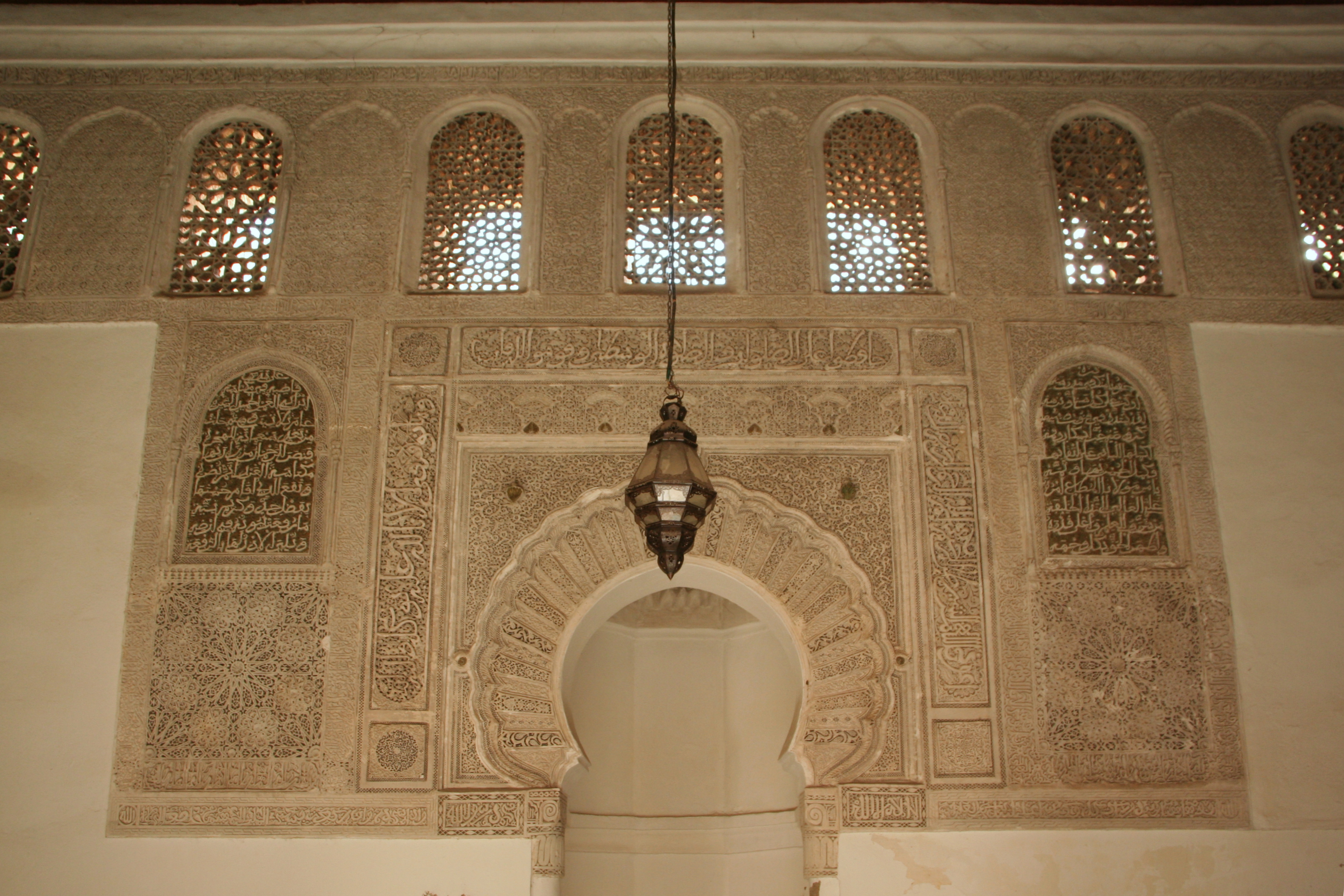
mihrab in de gebedszaal